# Olof Bæckström
Olof Bæckström, född 18 oktober 1887 i Karlskrona, död 9 oktober 1937 i Stockholm, var en svensk geolog.
Olof Bæckström var son till marinläkaren Johan Carl Fredrik Bæckström och brorson till skådespelaren Oscar Bæckström. Efter studentexamen i Karlskrona 1906 blev han student vid Uppsala universitet, 1910 filosofie kandidat och 1915 filosofie licentiat där. Han kom att studera Persbergs och Finnmossens järngruvor i Värmland och undersökte som gruvgeolog Ånimskogs mangangruvor. Han var även kemisk-teknisk expert vid Ab Jungners kalicement och utredde förhållandet mellan sulfid- och järnmalmer i Dannemora gruvor. 1923 blev Bæckström geolog och senare chefsgeolog vid Centralgruppens emissionsaktiebolag och ledde bolagets malmletningar där han kom att använda de nya elektriska malmletningsmetoderna som ledde till malmfynden i Skelleftefältet, fjällen och Norrbottens urbergsområde. Bæckström utgav bland annat Petrographische Beschreibung einiger Basalte von Patagonien, West-antarktika und den Süd-Sandwich-Inseln (1915) och Berggrundkarta över Skelleftefältet (1935, tillsammans med Ivar Högbom).